# Molly Killingbeck
Molly Killingbeck (eigentlich Mary Elizabeth Killingbeck; * 2. März 1959 auf Jamaika) ist ehemalige eine kanadische Leichtathletin jamaikanischer Herkunft, die sich auf den 400-Meter-Lauf spezialisiert hatte.

## Leben
Sie wurde 1982, 1983 und 1985 kanadische Meisterin im 400-Meter-Lauf. 1983 gewann sie bei der Universiade in Edmonton über dieselbe Distanz die Silbermedaille. Kurze Zeit später belegte sie bei den Leichtathletik-Weltmeisterschaften in Helsinki mit der kanadischen 4-mal-400-Meter-Staffel den vierten Platz und erreichte über die 400 m die Halbfinalrunde.
Ihren größten internationalen Erfolg feierte Killingbeck bei den Olympischen Spielen 1984 in Los Angeles. Dort gewann die kanadische 4-mal-400-Meter-Staffel in der Besetzung Charmaine Crooks, Jillian Richardson, Molly Killingbeck und Marita Payne die Silbermedaille. Im 400-Meter-Lauf schied Killingbeck in der Halbfinalrunde aus.
Bei den Leichtathletik-Weltmeisterschaften 1987 in Rom belegte sie mit der Staffel den vierten Platz.